# Gårsjön, Västergötland
Gårsjön är en sjö i Tidaholms kommun i Västergötland och ingår i Göta älvs huvudavrinningsområde. Sjön har en area på 0,0633 kvadratkilometer och ligger 155,9 meter över havet.

## Delavrinningsområde
Gårsjön ingår i det delavrinningsområde (645212-139818) som SMHI kallar för Mynnar i Yan. Avrinningsområdets medelhöjd är 181 meter över havet och ytan är 28,61 kvadratkilometer. Det finns inga delavrinningsområden uppströms utan avrinningsområdet är högsta punkten. Lidabäcken som avvattnar avrinningsområdet har biflödesordning 4, vilket innebär att vattnet flödar genom totalt 4 vattendrag innan det når havet efter 306 kilometer. Delavrinningsområdet består mestadels av skog (70 procent) och jordbruk (16 procent). Avrinningsområdet har 0,06 kvadratkilometer vattenytor vilket ger det en sjöprocent på 0,2 procent.